# Prey Veng FC
Prey Veng Football Club – kambodżański klub piłkarski, który swoje mecze rozgrywa na Prey Veng Stadium w Prey Vêng. Drużyna gra obecnie w Cambodia League, najwyższej klasie rozgrywkowej w Kambodży, w której zadebiutował w sezonie 2021.

## Skład
| Nr | Poz. | Piłkarz             |
| -- | ---- | ------------------- |
| 1  | BR   | Chanveasna Kim      |
| 2  | OB   | Kindaro In          |
| 4  | OB   | Rasi Lo             |
| 5  | OB   | Ryo Kato            |
| 6  | PO   | Ahmad Saidy         |
| 7  | PO   | Rina Ky             |
| 8  | PO   | Lyhour Kong         |
| 9  | PO   | Thiha Zaw           |
| 10 | NA   | Sophen Phan         |
| 11 | NA   | Masatoshi Takeshita |
| 12 | PO   | Ontoch Ath          |
| 13 | OB   | Chanthet Pov        |

| Nr | Poz. | Piłkarz                |
| -- | ---- | ---------------------- |
| 15 | PO   | So Omae                |
| 16 | PO   | Samuth Sor             |
| 18 | PO   | Sovathe San            |
| 20 | OB   | Sarapich Chan          |
| 21 | BR   | Sovanara Seng          |
| 23 | OB   | Daradevid Link         |
| 31 | BR   | Hankhun Sang           |
| 33 | PO   | Kriya Tha              |
| 56 | BR   | Rithvirakvathana Soeun |
| 66 | OB   | Pharunn Dy             |
| 70 | OB   | Daro Ly                |
| 73 | NA   | Voeun Va               |
| 88 | OB   | Rithy Kong             |
| 96 | NA   | Dina Phoung            |